# یووا راتنا
یووا راتنا (به انگلیسی: Yuva Rathna) فیلمی هندی محصول سال ۲۰۰۲ و به کارگردانی آپلاپاتی ناریانا رائو است. در این فیلم بازیگرانی همچون تاکارا راتنا، جویدها شارما و چاندرا موهان ایفای نقش کرده‌اند.